# Ceratophysella scotica
Ceratophysella scotica is een springstaartensoort uit de familie van de Hypogastruridae. De wetenschappelijke naam van de soort is voor het eerst geldig gepubliceerd in 1899 door Carpenter & Evans.